# 氨基糖

氨基葡萄糖

氨基糖（amino sugar，2-amino-2-deoxysugar）是一类羟基被氨基取代的糖类。有些氨基糖的衍生物如：N-乙酰氨基葡萄糖和唾液酸等也常被归于此类。
氨基糖苷类抗生素通常由氨基糖分子和非糖部分的苷元结合而成，是一类抑制细菌蛋白合成的抗生素。
常见的氨基糖有：
- 氨基半乳糖
- 氨基葡萄糖
- 唾液酸
- N-乙酰氨基葡萄糖